# Distretto di Maoklane
Il distretto di Maoklane è un distretto della provincia di Sétif, in Algeria.

## Comuni
Il distretto di Maoklane comprende 2 comuni:
- Maoklane
- Talaifacene